# Георгиевский сквер
Георгиевский сквер — сквер в Октябрьском районе Ростова-на-Дону, в исторической области микрорайона Новое Поселение, рядом с Георгиевским храмом.

## Название
Название сквера происходит от храма Георгия Победоносца, который является архитектурной доминантой квартала. Его фасад выходит на пер. Халтуринский, с которого начинается Георгиевский сквер.

## Расположение

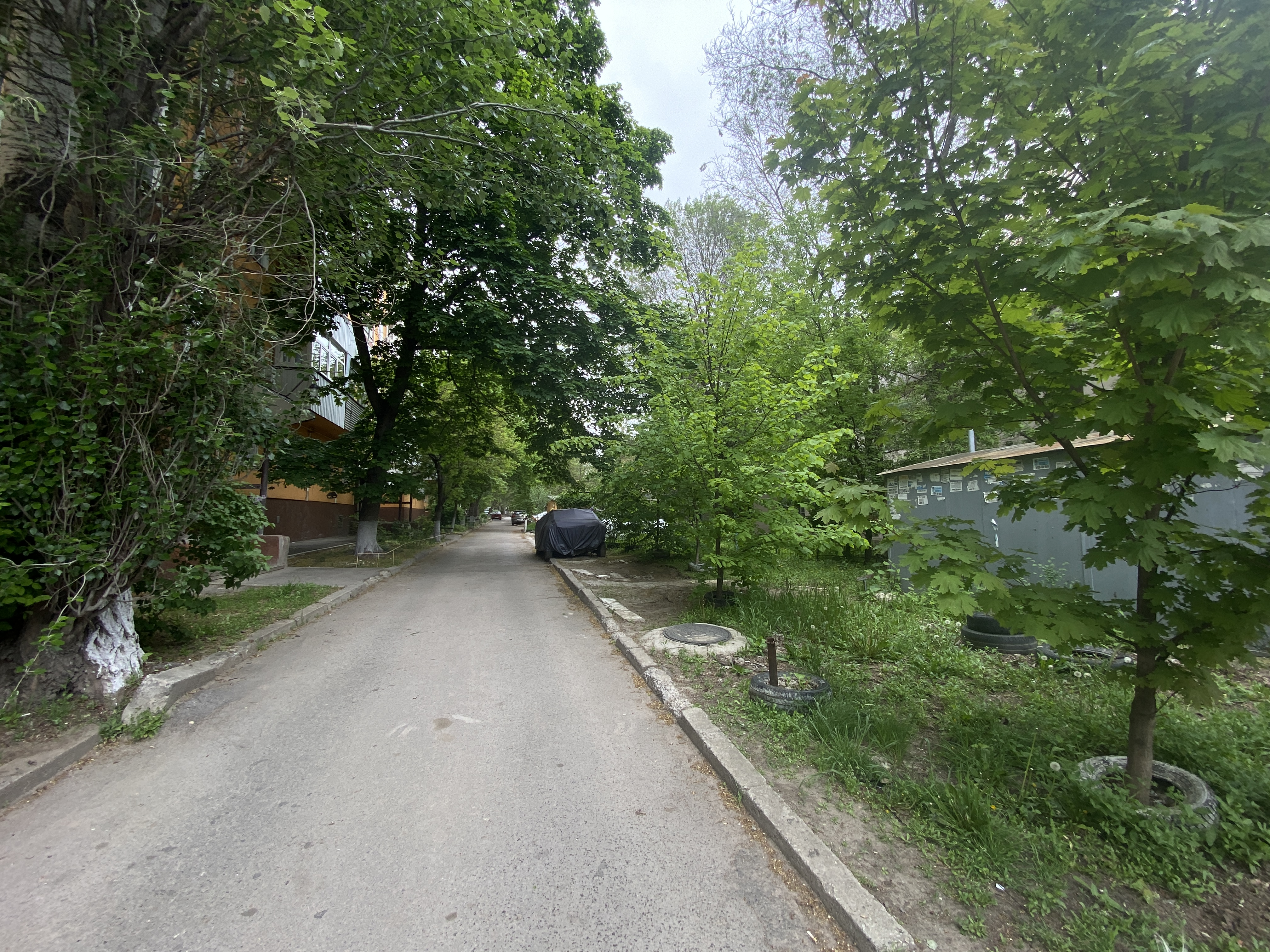
Проезд через сквер со стороны Братского переулка

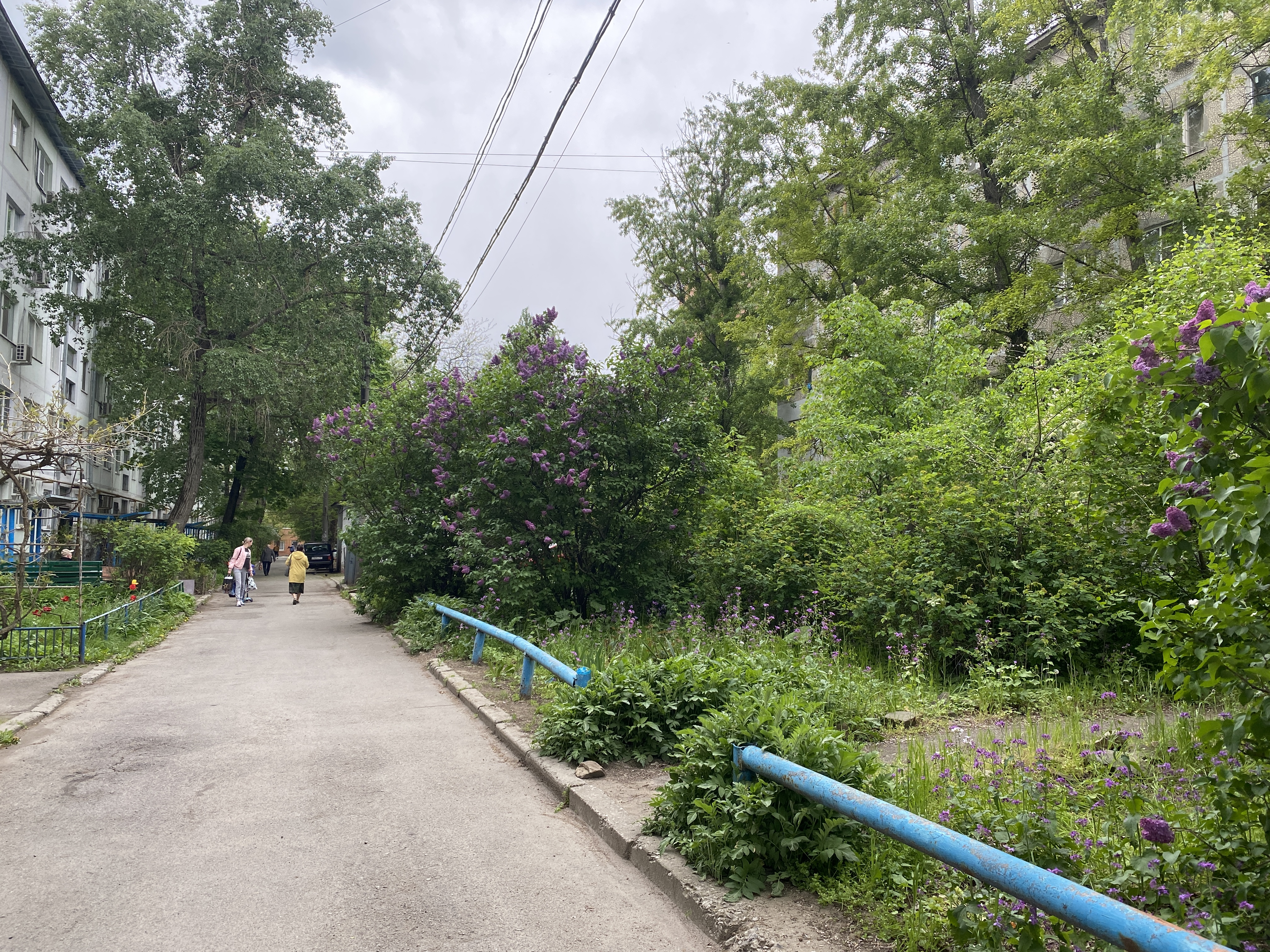
Проезд через сквер со стороны Халтуринского переулка

Расположен в исторической части Октябрьского района г. Ростова-на-Дону, которая в начале XX века относилась к Новопоселенскому району. Сквер занимает площадь квартала между пер. Халтуринским и пер. Братским, а также между ул. Козлова и ул. Нефёдова.

## История
Квартал сквера был впервые выделен на топографическом плане города, составленном Северо-Кавказским Геодезическим управлением ГГУ ВСНХ СССР в 1931 году. По плану внутри квартала было организовано благоустройство с несколькими видами деревьев — белые тополя, вязы, сосны, берёзы и др., построены жилые дома высотой в 2-3 этажа с общественными огородами, а также тротуары, пешеходные аллеи, бетонные кадки с растениями и клумбы. Позже, в послевоенное время на месте нескольких разрушенных жилых зданий были построены одни из первых в городе «хрущёвок».
После распада СССР сквер начал приходить в запустение. Пешеходная инфраструктура обветшала и требует ремонта и обновления, однако в 2000-2010-х годах внутри квартала соорудили детскую площадку и спортивные турники. На сегодняшний день сохранилось несколько исторических зданий довоенного периода, а также общественные огороды, которые огорожены, но практически не используются.

## Галерея

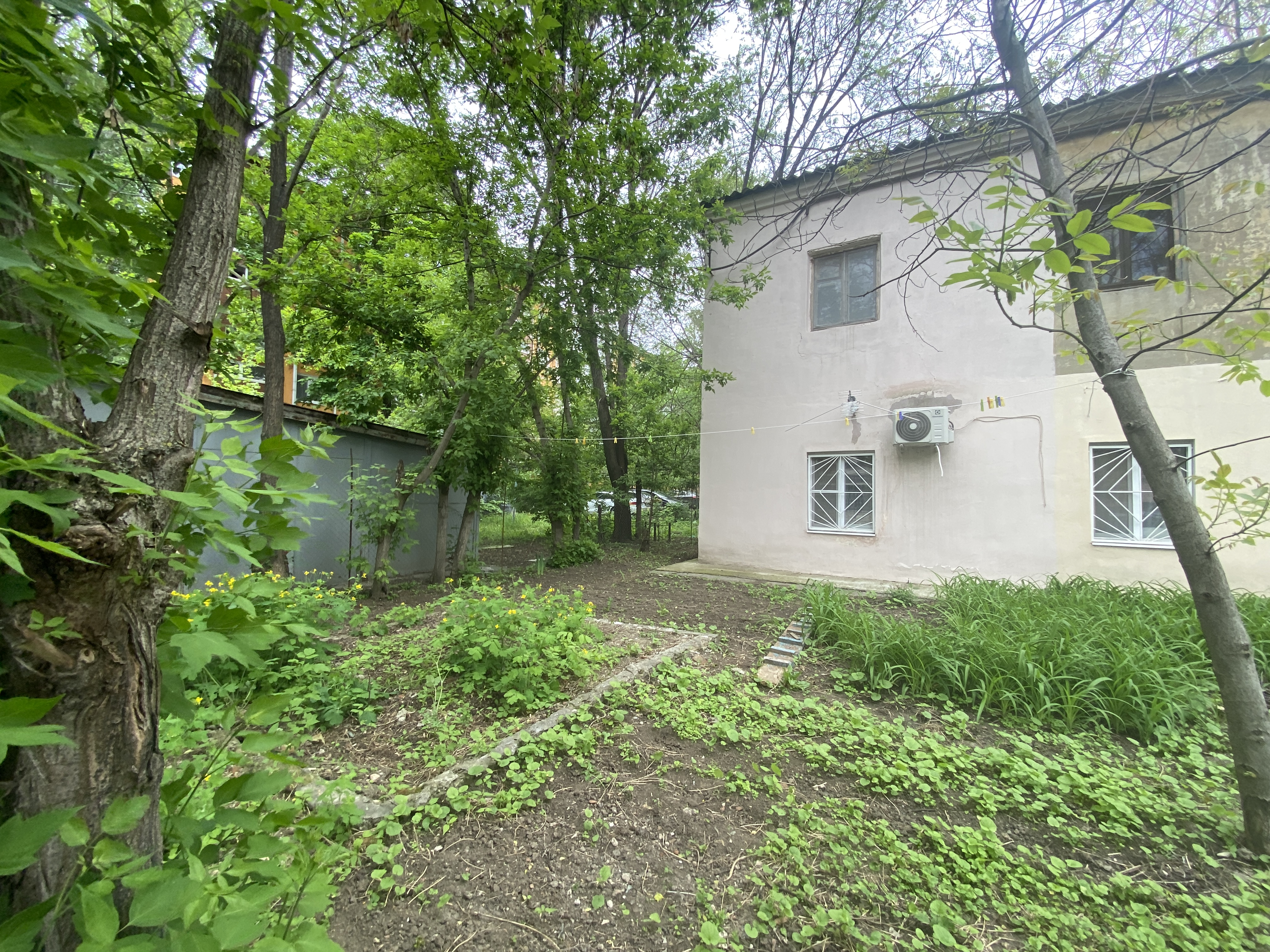
Общественные огороды в сквере
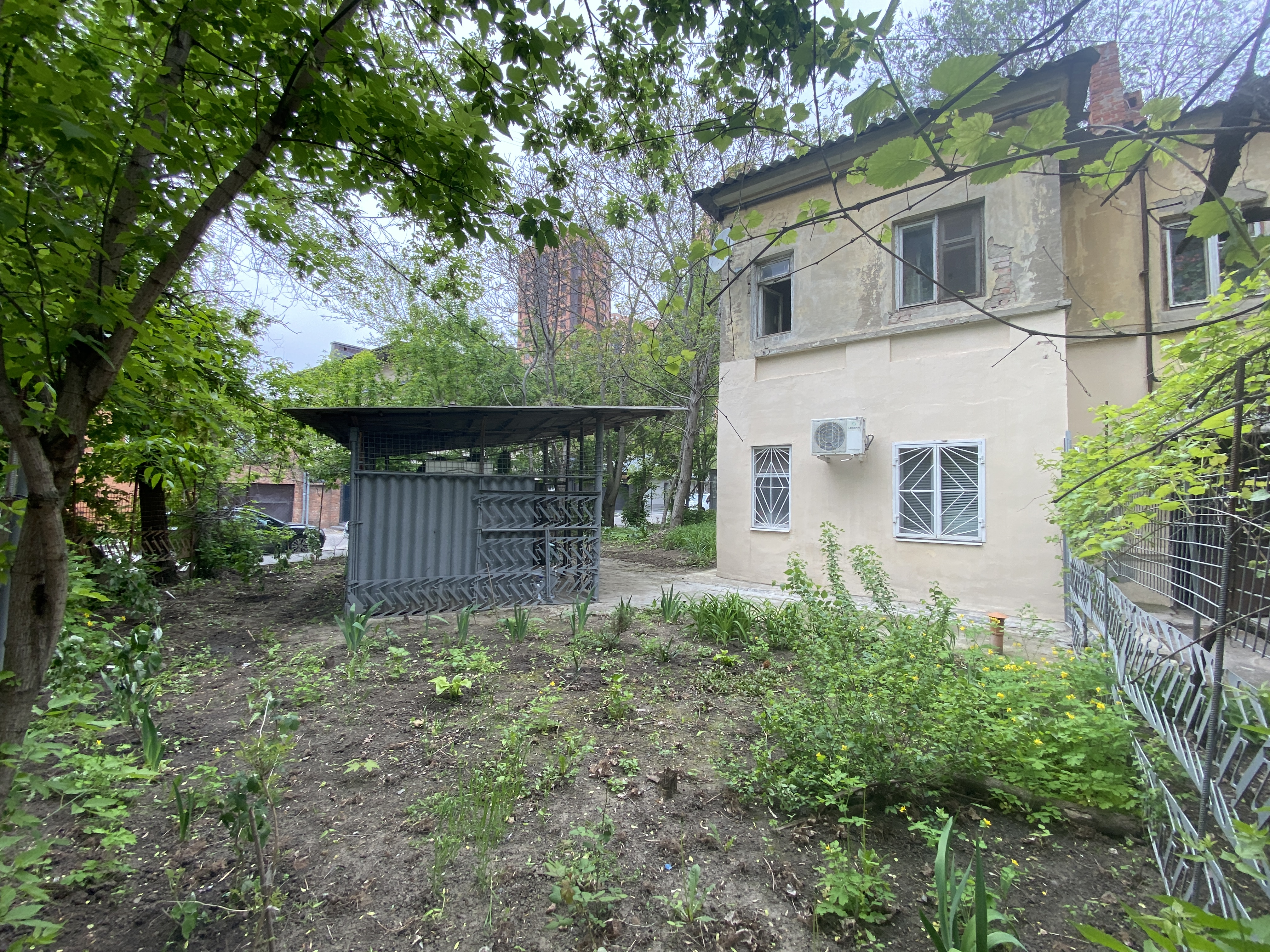
Общественные огороды в сквере
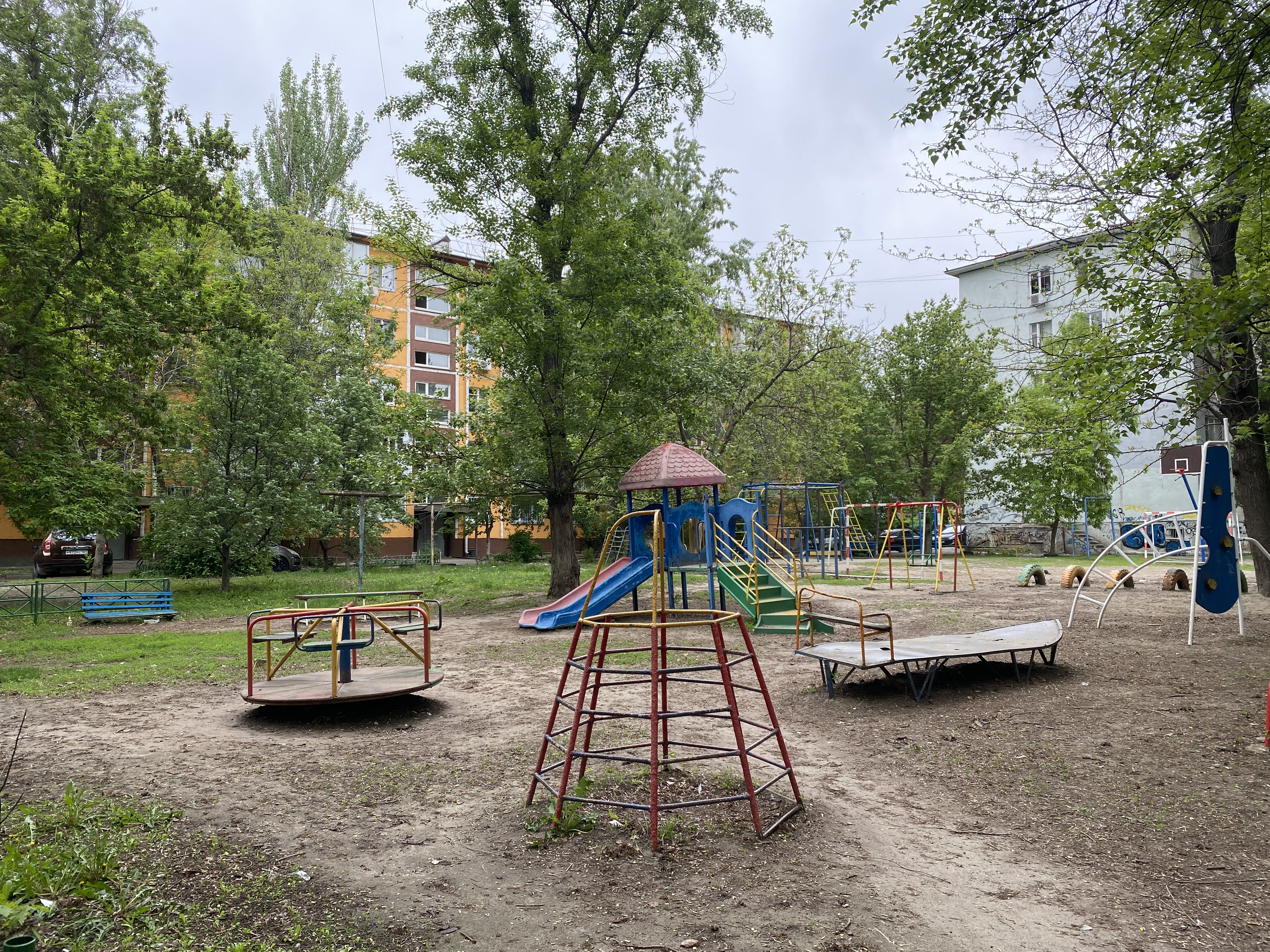
Детская площадка в сквере
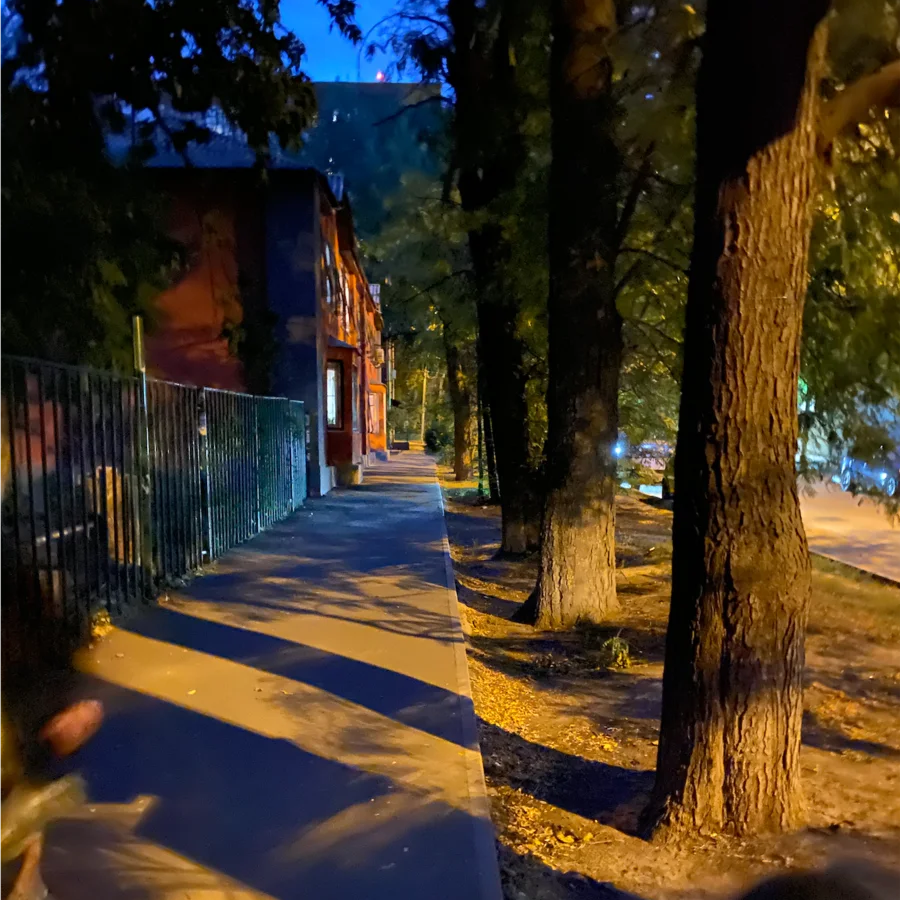
Благоустроенная аллея возле сквера